# Arezki Hamza Dambri
Arezki Hamza Dambri (en arabe : أرزقي حمزة دمبري) est un footballeur algérien né le 25 avril 1988 à Sétif. Il évoluait au poste d'attaquant.

## Biographie
Il évolue en première division algérienne avec son club formateur, l'ES Sétif, ou il a été champion d'Algérie en 2007, le CA Bordj Bou Arreridj et la JSM Béjaïa. Il dispute 32 matchs en inscrivant un but en Ligue 1.

## Palmarès
ES Sétif
- Championnat d'Algérie (1) :
  - Champion : 2006-07.